# Macrurohelea commoni
Macrurohelea commoni är en tvåvingeart som beskrevs av Lee 1963. Macrurohelea commoni ingår i släktet Macrurohelea och familjen svidknott. Inga underarter finns listade i Catalogue of Life.